# Могила Николая Гоголя (Данилов монастырь)
Могила Николая Гоголя — первая могила русского писателя Николая Гоголя, похороненного в феврале 1852 года в некрополе московского Данилова монастыря. Первоначально на могиле был установлен простой деревянный крест, позже был установлен памятник, состоящий из двух частей: чёрной мраморной плиты и бронзового креста, водружённого на чёрный надгробный камень («Голгофа»). В 1931 году при ликвидации монастыря прах писателя был перенесён на Новодевичье кладбище. В 2008 году в Даниловом монастыре было выяснено точное местоположение первой могилы Гоголя, на которой был установлен гранитный памятник с крестом. В 2009 году могила Гоголя на Новодевичьем кладбище была воссоздана в виде, приближенном к первоначальному: с плитой, камнем-голгофой и крестом.

## История

### Смерть и похороны
Николай Гоголь умер в московской усадьбе графа Александра Толстого по адресу Никитский бульвар, 7а утром после продолжительной болезни около 08:00 в четверг 21 февраля 1852 года, не дожив месяца до своего 43-летия. По слухам в ночь с 11 на 12 февраля он с помощью своего слуги сжёг в печке рукописи, в частности, вторую часть романа «Мёртвые души». Накануне смерти он в бреду произнёс: «Лестницу, поскорее, давай лестницу!». Эта фраза стала особенно известна в российском обществе, где ей стали придавать символичный смысл. При этом существует более прозаическая версия, якобы умирающий имел в ввиду «мельницу», что в таком случае связывали с хозяйственными делами в его семейном имении Васильевка (ныне — Гоголево) в Полтавской губернии. Ранее он выражал желание быть похороненным в этом селе возле церкви 
Рождества Пресвятой Богородицы, в месте упокоения своих родственников. Последними сознательными словами Гоголя были: «Как сладко умирать!».
После этих событий в России стали муссироваться слухи связанные со смертью Гоголя. Распространению сведений, что якобы писатель был похоронен заживо, дал сам Гоголь. Тема погребения заживо, в частности, в состоянии летаргического сна интересовала его на протяжении большей части жизни. Она отражена в нескольких его художественных произведениях и переписке. В первом пункте «Завещания» в начале (сразу после «Предисловия») публицистической книги «Выбранные места из переписки с друзьями» он указал: «Завещаю тела моего не погребать до тех пор, пока не покажутся явные признаки разложения. Упоминаю об этом потому, что уже во время самой болезни находили на меня минуты жизненного онемения, сердце и пульс переставали биться... Будучи в жизни своей свидетелем многих печальных событий от нашей неразумной торопливости во всех делах, даже и в таком, как погребение, я возвещаю это здесь в самом начале моего завещания, в надежде, что, может быть, посмертный голос мой напомнит вообще об осмотрительности». Кроме всего прочего, слухи о погребении заживо опровергаются сообщением Николая Рамазанова, который 21 февраля сделал посмертную маску с покойника. Он указывал на явные следы разрушения на теле: «…после снятия маски можно было вполне убедиться, что опасения Гоголя были напрасны; он не оживёт, это не летаргия, но вечный, непробудный сон!» Кроме того, на носу был содран кусочек кожи, когда снимали застывшую алебастровую маску.
О кончине писателя узнала «вся Москва», современники расценивали произошедшее как «историческое событие» (Иван Тургенев), поклониться праху пришли многочисленные почитатели и знакомые. Мемуарист Фёдор Бобков, записал в дневнике 21 февраля, что в доме графа Толстого: «…весь двор был полон карет. Был губернатор Закревский и много генералов и господ». Гроб с телом были выставлены в приёмной, одной из комнат, где жил Гоголь. На голову умершего положили лавровый венок, было сделано несколько посмертных рисунков, после этого получивших распространение. При организации похорон возникли разногласия между славянофилами, друзьями умершего (Александр Ефремов, Пётр Киреевский, Александр Кошелев, Юрий Самарин, Константин и Сергей Аксаковы, Алексей Хомяков и другие), и властями, в частности, с администрацией Московского университета по поводу того, где следует отпевать тело. Близкие Гоголя настаивали, чтобы это прошло в приходской церкви Симеона Столпника на Поварской, а не в университетском храме Мученицы Татианы, как это предлагалось властями, на основании того, что писатель был почётным членом университета. Бурное обсуждение этого вопроса происходило в доме графа Толстого, и в его присутствии. Славянофилы указывали на народный характер творчества умершего, в связи с чем доступ к телу в приходской церкви должен был быть максимально широким. Против этого выступал идеолог западничества, профессор университета Тимофей Грановский. Об этих разногласиях Владимир Назимов, попечитель университета, доложил московскому генерал-губернатор графу Арсению Закревскому, который принял решение провести отпевание в университетской церкви. Несмотря на некоторое сопротивление, губернатор настоял на своём и, кроме того, распорядился выделить для всех похоронных мероприятий полицейских. Чтобы унять толки, в церковь было разрешено пускать всех без разбора. Закревский лично присутствовал при отпевании и приказал усилить за славянофилами «строгий секретный надзор». Относительно этих событий Дмитрий Свербеев, осуждая поведение славянофилов, писал 26 февраля к жене: «По обыкновению, кричали, спорили, шумели, многих рассердили, тех, которые поумнее, насмешили, и не успели ни в чём».
После проведения панихиды 22 февраля после 20:00 друзья и почитатели перенесли на руках гроб из дома Толстого в университетский храм; дорогу освещали при помощи свеч и факелов В тот же день был начат сбор денег на памятник Гоголю (согласно подписному листу в большинстве своём жертвователями выступили преподаватели университета). В субботу, 23 февраля, была проведена панихида, а в воскресенье назначена литургия и отпевание. В эти дни в церковь пускали круглосуточно и всех желающих, множество людей приходило в ночное время. Отпевание прошло в 10:00 при огромном стечении народа, хотя некоторые не знали кого хоронят. Умерший лежал в гробу с лавровым венком на голове, в руках находился букет иммортелей. Гроб несли до Данилова монастыря на руках (более 5 км): сначала профессора в мундирах, друзья, а затем студенты и поклонники. Согласно выписке из метрической книги, Гоголь был похоронен «двадцать четвертого числа того же <февраля> месяца в Даниловском монастыре. Погребение совершал приходский священник Алексей Иоаннович Соколов с диаконом Иоанном Михайловым Пушкиным, дьячком Георгием Александровичем Линьковым и пономарём Петром Кириловым Марковым». Крышку гроба наложил актёр Михаил Щепкин, прах писателя был опущен в могилу в 14:30.
До конца XVIII века на территории Данилова монастыря хоронили преимущественно послушников, после этого доступ в него получили различные сословия. С конца XVIII — начала XIX века первый и старейший монастырь Москвы стал одним из наиболее важных, хотя и не самых престижных, некрополей города. Некрополь стал известен как место погребения многих видных представителей интеллигенции и, прежде всего, выдающихся деятелей славянофильства (Николай Языков, Фёдор Чижов, Алексей Хомяков, Дмитрий Валуев и другие); к этому общественно-политическому течению был близок Гоголь. Их захоронения образовали участок между юго-западным углом храма Святых Отцов Семи Вселенских Соборов и северо-восточной передней частью Дома настоятеля. В южной части этого участка, восточнее крыльца Дома настоятеля, и был похоронен Гоголь. В феврале 1852 года Хомяков писал Александру Попову, что Гоголь похоронен «рядом с Валуевым, Языковым и Катенькой и со временем со мною, в Даниловом монастыре, под Славянскою колонною Венелина. Так и надобно было».

### Оформление могилы
Среди участников сбора средств на памятник было распространено предложение о выборе в качестве эпитафии цитаты из псалма («Возлюбих любящих тя, возненавидех ненавидящих тя»). Против этого выступил Свербеев, который заявил, что готов поддержать надпись, подчёркивающую литературную сторону Гоголя, а не религиозную («ревностное не по разуму»). Из письма Кошелева к Степану Шевырёву от 28 февраля 1852 года известно, что последний (по предложению Назимова) взял на себя обязательства по обустройству могилы. Также в его переписке сохранилась подробная смета, составленная Рамазановым. Известно также, что крупную сумму пожертвовал московский предприниматель Козьма Солдатёнков. В 1852 году Пасха выпала на 30 марта. На следующий день, в понедельник, состоялось поминовение Гоголя: настоятелем монастыря архимандритом Парменом (Соколовым) была отслужена литургия и проведена панихида на его могиле, которая была засыпана цветами, что контрастировало с окружающими снежными сугробами. Через несколько дней историк Михаил Погодин в письме к Александре Смирновой писал о поминках их близкого друга: «Из церкви благоговейной толпою мы вышли на могилу — могила вся в цветах: яркие, свежие, весёлые, прекрасные, распускались они и благоухали среди молодой зелени, а вокруг снег, лёд и зима! Опять знамения жизни, этой вечной победительницы над временным и случайным врагом своим смертью». После этого присутствующие были приглашены на поминальную трапезу в покоях настоятеля. Часть столов была накрыта для «нищей братии» (более 40 человек), а вторая — для близких и друзей умершего (около пятидесяти). Перед этим друг умершего Шевырёв прочёл заключительную статью писателя из его публицистического сборника «Выбранные места из переписки с друзьями» (1845) «Светлое Воскресенье», что растрогало присутствующих до слёз. После этого стали обсуждать оформление могилы и выбирать эпитафии для размещения на надгробном памятнике. Тогда решили, что надгробие будет оформлено в виде креста, установленного на каменную глыбу, и остановили выбор на двух эпитафиях: «Горьким словом моим посмеюся» (из пророка Иеремии) и «Ей, гряди, Господи Иисусе!». Первая из них указывала на творческую сторону личности Гоголя, а вторая на религиозную. Относительно того, кто предложил цитату «Горьким словом моим посмеюся», мнения разнятся, современники называли Хомякова и Шевырёва. 9 мая, в день именин Гоголя, Шевырёв заказал панихиду в Даниловом монастыре, он один на ней и присутствовал, причём, по его мнению, она находилась не в большом почёте у монастырской братии. Тогда же на могиле побывал поэт Николай Арбузов, оставивший запись в дневнике об уважительном отношении со стороны одного монаха к поведению Шевырёва. Из статьи «Надгробия русских писателей» (Окончание), опубликованной 10 ноября 1853 года в журнале «Русский художественный листок», известно, что на тот момент надмогильный памятник ещё изготавливался.
В литературе неоднократно отмечали необычный характер обстоятельств смерти, похорон и истории создания памятника. Указывая на этот факт, В. Д. Носов (псевдоним литературоведа Петра Паламарчука) писал, что трагические обстоятельства сблизили Сергея Аксакова и Шевырёва, Самарина и Погодина, между которыми перед этим были натянутые отношения. К числу других характерных особенностей, связанных со смертью писателя, Носов отнёс также то, что современники придавали символичное значение тому, что погребение пришлось на следующий день после Пасхи. Из их свидетельств также известно, что певцы хора во время панихиды часто путали погребальные песнопения с пасхальными. Эти факты, по мнению литературоведа, следует отнести не к случайным, а рассматривать их как такие, которые несут «в себе скрытый художественный смысл и красоту». Особенно интересна история надмогильного памятника, который вместо того, чтобы «стать последним верстовым столбом жизненной дороги, недвусмысленным напоминанием о едином итоге всякого рода стремлений, неожиданно сделался действующим лицом такой прихотливой истории, какую мог выдумать только один человек — тот, кто, казалось бы, навеки успокоился под ним». Сам писатель, глубоко верующий человек, в своём «Завещании» указывал: «Завещаю не ставить надо мною никакого памятника и не помышлять о таком пустяке, христианина недостойном. Кому же из близких моих я был действительно дорог, тот воздвигнет мне памятник иначе: воздвигнет он его в самом себе своей неколебимой твердостью в жизненном деле, бодреньем и освеженьем всех вокруг себя».
Оформление и эволюция убранства могилы изучены недостаточно. Историк и археолог Леонид Беляев в монографии «Некрополь Данилова Монастыря в XVIII—XIX веках: Историко-археологические исследования (1983—2008)» (глава «Могила Николая Васильевича Гоголя: история — миф — археологическая реальность»), проанализировав изобразительные и письменные источники, пришёл к выводу, что на могиле первоначально отсутствовал крест, и среди соседних захоронений она выделялась только насыпью и бортиком по периметру. Затем на небольшом земляном холмике в форме усечённой пирамиды, обложенном бортовыми камнями (или кирпичной выкладке), был установлен простой деревянный крест. Это свидетельствует о временных мерах, традиционных подготовительных работах по обустройству могилы, за которым должна была последовать установка постоянного памятника. Участок кладбища в то время ещё не был плотно занят могилами, которые были оформлены без применения оградок. На заднем плане ранних рисунков виднеется фасад и галереи храма Святых Отцов Семи Вселенских Соборов.
В итоге на могиле был установлен памятник, состоящий из двух частей: чёрной мраморной плиты-саркофага и бронзового креста, водружённого на чёрный надгробный грушевидный камень («Голгофа»). По наиболее распространённой версии, в 1880-е годы глыбу прислал из Крыма Иван Аксаков. По другим сведениям, её доставили из Урала. Могильный комплекс в виде саркофага и с крестом на «Голгофе» известны по рисунку Василия Евдокимова-Розанцева 1886 года и дошедших до нас фотографиях 1902–1903 годов. В этот период периметр могилы был украшен высокими решётками в «готическом» стиле. В 1909 году была установлена ограда по проекту скульптора Николая Андреева. Впоследствии, вместе с саркофагом, она была установлена на Новодевичьем кладбище на новой могиле писателя.
На саркофаге была высечена надпись славянскими буквами: «Ей гряди Господи Иисусе! Апокалипс. гл. КВ, ст. К». Изречение было основано на цитате из Откровения Иоанна Богослова: «Свидетельствующий сие говорит: ей, гряду скоро! Аминь. Ей, гряди, Господи Иисусе!» (22:20). По бокам саркофага были помещены четыре изречения на церковнославянском языке: «Муж разумивый престол чувствия. // Притчей, гл. 12, ст. 23» («Человек рассудительный скрывает знание, а сердце глупых высказывает глупость») и «Правда возвышает язык. // Притчей, гл. 14 , ст. 34» (большинство исследователей  указывает, что слово «язык» следует понимать в значении народ) — слева, южная сторона; «Горьким словом моим посмеюся. // Иеремия, гл. 20, ст. 8» (центральная панель, восточная сторона); «Истинными же оуста исполнит смеха // оустне же их исповедания. // Иова, гл. 8, ст. 21 1» («Он ещё наполнит смехом твой рот и ликованьем — твои уста») — справа, северная сторона. Относительно цитаты «Муж разумивый престол чувствия» Носов заметил, что она малопонятна и целесообразность её помещения на надгробие туманна. Кроме того, исходя из современного русского перевода литературоведу показалось, что значение изречения малоподходяще для характеристики личности умершего.
Наиболее известной из эпитафий являются ветхозаветные слова «Горьким словом моим посмеюся». Автором этого изречения также называли русского богослова Ефрема Сирина. Цитата вызвала оживлённую научную дискуссию во время столетнего юбилея рождения Гоголя в марте 1909 года. С. Вермель выразил сомнение в точности библейских цитат в своей статье, опубликованной в газете «Русские ведомости» в 1909 году. Против такого подхода выступили несколько оппонентов. В ответ в июне 1909 года Вермель опубликовал статью «Библейские надписи на могильном памятнике Гоголю», где писал, что цитата из пророка Иеремии приписана ему ошибочно; «Правда возвышает язык» — «искажает прекрасное действительное содержание текста»; «Муж разумивый престол чувствия» — представляет собой грубую ошибку переводчика и бессмыслицу, а подлинное значение является двусмысленным и, кроме того, негативно характеризует Гоголя. В итоге, Вермель пришёл к выводу, что относительно «цитат» можно выразиться следующим образом: «как мало сказано, и как много … наврано!», и в целом они представляют собой оскорбление иудаизма. Литературовед Владимир Лазурский отмечал в 1909 году, что текст из пророка Иеремии труден для понимания и переведён на русский язык с греческого неправильно. Подводя итог споров по этому вопросу, Носов писал, что не согласен с кардинальным отрицанием подлинности библейских изречений на могиле, назвав такой «подход в корне ошибочным». Для обоснования своей точки зрения он обратился к контексту фразы «Горьким словом моим посмеюся», происходящей из книги пророка Иеремии Иер. 20:8. Иеремия был второй из четырёх великих пророков Ветхого Завета, он предрекал великую опасность для Иудеи, так как правители царства нарушили завет Яхве. За свои обличения он подвергся гонениям и оскорблениям со стороны непокорного «жестоковыйного». После этого он решил прекратить пророчествовать, но слова правды жгли его изнутри и он не мог прекратить свои обличения. «Понеже горьким словом моим посмеюся, отвержение и бедность наведу, яко бысть в поношение мне слово Господне, и в посмех весь день», — указывалось в славянском переводе Библии. В русском переводе этот текст представлен несколько иначе: «Ибо, лишь только начну говорить я, кричу о насилии, вопию о разорении, потому что слово Господне обратилось в поношение мне и в повседневное посмеяние». Церковнославянский перевод Библии был сделан с греческого из Септугианты («перевод (толкование) семидесяти старцев»), осуществлённого в III—II веках до н. э. в Александрии. В этих переводах слова на надгробии соответствуют библейскому тексту. Синодальный перевод Библии на русский язык восходит к еврейскому тексту, сделанному позднее (начало II век н. э., в нём также присутствуют следы редакторской правки VI—VIII веков). Еврейский перевод оказался неполный и в нём находятся искажения содержания ветхозаветных книг. В частности, это касается и стиха 8 из главы 20 пророка Иеремии. В целом Носов отнёс проблему библейской эпитафии на могиле Гоголя к ещё одной загадке его мистической жизни:

Избранный друзьями Гоголя отрывок-эпитафия замечательно отразил союз художественной правды с пророческим служением, в котором сам он видел смысл своего творчества. Поэтому общественное мнение единогласно признало за ним право „представительствовать“ гоголевскую память; вместе с тем и с чисто фактической стороны он оказывается куда ближе к истине, чем предполагают его запоздалые критики.
24 июля в газете «Нижегородский листок» указывалось, что могила несёт следы многочисленных посещений. Верхняя сторона плиты и, в особенности, боковые части креста, а также выступы глыбы и её отшлифованной поверхности изрисованы фамилиями посетителей, словами и даже стихами. «Большинство надписей сделано карандашом, но, к сожалению, крест и особенно отшлифованная часть глыбы, где имеется приведённая выше надпись золотыми буквами, безжалостно исцарапаны не в меру ретивыми поклонниками писателя». Под крестом на металлической пластине находилась надпись: «По случаю исполнившегося пятидесятилетия со дня смерти Николая Васильевича Гоголя почитателями возжена на могиле его неугасимая лампада и установлено вечное на литургии ежедневное поминовение». На верхней грани надгробной плиты: «Здесь // погребено тело // Николая Васильевича // Гоголя. // Родился 19 марта 1809 г. // скончался 21 февраля 1852 г.».

### Эксгумация и перенос останков
В книге «Гоголь Н. В. Материалы и исследования» (Т. 1, 1936) содержалась информация, что в «Литературной газете» (№ 11, 1929) была помещена статья «Могилы писателей расхищаются», где в отношении могилы Гоголя указывалось, что с неё пропала плита и разрушена решетка. Однако Носов не обнаружил в архиве газеты за период с 1929 по 1931 год данной статьи. В 1930 году Данилов монастырь был окончательно закрыт советскими властями, а некрополь при нём вскоре ликвидирован. 31 мая 1931 года могилу Гоголя вскрыли, его останки перенесли на Новодевичье кладбище, где в начале 1950-х годов поставили новый памятник. Туда же была перенесена и «Голгофа», где её обнаружила вдова писателя Михаила Булгакова — Елена Сергеевна, посвятившая свою жизнь сохранению памяти о муже, изданию и популяризации его произведений, постановке пьес. Она решила установить «Голгофу» на могилу мужа и добилась перенесения. Надгробный камень без креста выглядел неэстетично, на новом месте он был перевёрнут, чтобы убрать следы соскобленной цитаты из Евангелия и погружен в землю. Известно, что Булгаков восхищался Гоголем, который оказал на него значительное влияние. Лакшин в связи с этим отмечал, что, кроме того, писателей связала и посмертная судьба: «Думая о Гоголе, Булгаков как-то воскликнул, обращаясь к нему, как к учителю, в одном из своих писем: „...Укрой меня своей чугунной шинелью...“». Кипнис по этому поводу заметил, что метафора о чугунной шинели «обрела реальность — материализовалась в камне. Прах Булгакова укрыла голгофа Гоголя!». Филологи Георгий Лесскис и Ксения Атарова находили мистическую связь не только между историей захоронений Гоголя и Булгакова, но и романом «Мастер и Маргарита» последнего, где произошло чудесное совмещение с «темой Мастера — темой Голгофы, присутствующей и в романе, и в жизни самого Булгакова…». В прессе высказывались сомнения, что на могиле Булгакова оказался именно гоголевский камень. По наблюдению Носова, при рассмотрении легенд, связанных с переносом праха Гоголя, следует признать, что имеют значение «даже те из них, что не имеют, казалось бы, никакого фактического основания: ведь городские предания часто отражают народно-поэтический взгляд на события, оставившие глубокий след в сознании той или иной общественной среды или слоя».

### Установление места могилы и её воссоздание
В 2008 году в Даниловом монастыре было найдено место первой могилы Гоголя, на нем был поставлен гранитный памятник, увенчанный крестом. В 2009 году могила Гоголя на Новодевичьем кладбище (участок 2, ряд 12, место 22) была воссоздана в виде, приближенном к первоначальному: с плитой, камнем-голгофой и крестом.